# An omen EP
An Omen EP — шеститрековый мини-альбом группы How to Destroy Angels, который официально вышел 13 ноября 2012 года, продюсерами выступили сами участники коллектива Трент Резнор, Мэрикуин Маандиг и Роб Шеридан.

## Об альбоме
Весь альбом можно было бесплатно прослушать до выхода 8 ноября.
Изначально альбом должен был выйти в ноябре 2011 года, однако Трент оказался не удовлетворен конечным результатом и релиз решили перенести. Название и дату выхода анонсировали 22 сентября 2012. Альбом вышел в виде файлов для скачивания (MP3, FLAC и Apple Lossless), а также в виде 12" двухстороннего винилового диска.

## Список композиций
Слова и музыка всех песен — Трент Резнор, Мэрикуин Маандиг, Атикус Росс.
| №                   | Название            | Длительность |
| ------------------- | ------------------- | ------------ |
| 1.                  | «Keep it Together»  | 4:29         |
| 2.                  | «Ice Age»           | 7:00         |
| 3.                  | «On the Wing»       | 4:54         |
| Общая длительность: | Общая длительность: | 16:21        |

| №                   | Название                                | Длительность |
| ------------------- | --------------------------------------- | ------------ |
| 4.                  | «The Sleep of Reason Produces Monsters» | 4:25         |
| 5.                  | «The Loop Closes»                       | 4:48         |
| 6.                  | «Speaking in Tongues»                   | 6:59         |
| Общая длительность: | Общая длительность:                     | 16:11        |